# Cyd Charisse
Cyd Charisse (eredeti neve: Tula Ellice Finklea; művészneve: Lily Norwood) (Amarillo, Texas, 1922. március 8. – Los Angeles, Kalifornia, 2008. június 17.) amerikai színész- és táncosnő.

## Életpályája
Balettet tanult. 1936-ban a Ballet Russe tagja lett. 1943-ban filmezett először. Mestere – későbbi első férje – Nico Charisse volt. Az 1940-es, 1950-es évek egyik legdivatosabb revüfilmsztárja volt. 1960-ban csillagot kapott a Hollywood Walk of Fame-en. 1992-ben debütált a Broadway-on.

## Munkássága
Szép arcú, kitűnő képességű táncosnő volt. Fred Astaire és Gene Kelly partnere volt. Színészi képességei leginkább a derűs témákban érvényesültek. 1945-ben a Ziegfeld Follies című filmben volt először Fred Astaire partnere. 1946-ban két filmben; A Harvey lányok és Amíg a felhők tovaúsznak címűben Judy Garland mellett volt látható. 1952-ben érte el legnagyobb sikerét az Ének az esőben című film táncosnőjeként. 1953-ban A zenevonat című filmben ismét Fred Astaire mellett tűnt fel. 1957-ben a Selyemharisnya című filmjét Golden Globe-díjra jelölték.
Szívrohamban hunyt el 2008. június 17-én.

## Magánélete
1939–1947 között Nico Charisse (1906–1970) görög koreográfus párja volt. 1948–2008 között Tony Martin (1913–2012) amerikai színésszel élt házasságban.

## Filmjei
| - Moszkvai küldetés (Mission to Moscow) (1943) - Ziegfeld Follies (1945) - A Harvey lányok (1946) - Amíg a felhők tovaúsznak (1946) - Fiesta (1947) - A befejezetlen tánc (1947) - A csókos bandita (1948) - Szavak és zene (Words and Music) (1948) - Egy szigeten veled (On an Island with You) (1948) - Keleti oldal, nyugati oldal (1949) - Feszültség (Tension) (1949) - Ének az esőben (1952) - A vad Észak (The Wild North) (1952) - A zenevonat (1953) - Sombrero (1953) - Mélyen a szívemben (Deep in My Heart) (1954) - Brigadoon titka (1954) - Mindig szép az idő (1955) - Meet Me in Las Vegas (1956) - Selyemharisnya (1957) - Társasági leány (Party Girl) (1958) - Istenek alkonya (Twilight for the Gods) (1958) - Egy amerikai Rómában (1962) - Hawaii Five-O (1978) - Fantasy Island (1978–1983) - Szerelemhajó (1979) - Gyilkos sorok (1985) - A dumagép (1995) | - Ziegfeld Follies (1945) - A Harvey lányok (1946) - Amíg a felhők tovaúsznak (1946) - A csókos bandita (1948) - Egy szigeten veled (On an Island with You) (1948) - Szavak és zene (Words and Music) (1948) - A zenevonat (1953) - Brigadoon titka (1954) - Mindig szép az idő (1955) - Meet Me in Las Vegas (1956) - Selyemharisnya (1957) - Hollywood, Hollywood I.-II. (1974–1976) - Tánc, a csodák csodája (1985) |